# 讓·拉普
讓·拉普（法語：Jean Rapp；1771年4月27日—1821年11月8日）生於法國科爾馬，是法國大革命戰爭及拿破崙戰爭時期的輕騎兵將領。他在法蘭西第一帝國時期聲名鵲起。並在第七次反法同盟之戰中的拉薩菲爾戰役擊敗了對手。